# Pseudoeurycea goebeli
Pseudoeurycea goebeli är en groddjursart som först beskrevs av Schmidt 1936.  Pseudoeurycea goebeli ingår i släktet Pseudoeurycea och familjen lunglösa salamandrar. IUCN kategoriserar arten globalt som akut hotad. Inga underarter finns listade i Catalogue of Life.